# Чэнь Лицзюнь
Чэнь Лицзю́нь (кит. упр. 谌利军, пиньинь Chén Lìjūn, род.8 февраля 1993) — китайский тяжелоатлет, олимпийский чемпион, пятикратный чемпион мира.

## Карьера
Родился в 1993 году. В 2010 году стал чемпионом мира среди юниоров. В 2013 году выиграл чемпионат мира. В 2014 году завоевал серебряную медаль Азиатских игр.
В 2015 году выиграл чемпионат мира в Хьюстоне и установил мировые рекорды в толчке — 183 кг, и по сумме упражнений — 333 кг.
В начале ноября 2018 года на чемпионате мира в Ашхабаде, китайский спортсмен, в весовой категории до 67 кг, завоевал золотую медаль мирового первенства, сумев взять общий вес 332 кг, установив новый мировой рекорд по сумме. В толчке китайскому спортсмену также не было равных, а вот в рывке он показал второй результат.
В сентябре 2019 года на чемпионате мира в Паттайе, китайский спортсмен, в весовой категории до 67 кг, завоевал чемпионский титул в сумме двоеборье с результатом 337 кг. В упражнение рывок он завоевал малую бронзовую медаль (150 кг), в толкании штанги был вторым (187 кг).
В 2021 году Лицзюнь выиграл в весе до 67 килограммов на Олимпиаде в Токио. Он показал в сумме двоеборья 332 кг (145 — в рывке + 187 — в толчке), установив олимпийский рекорд. 
На чемпионате мира 2022 года в Боготе, в Колумбии в категории до 67 кг завоевал серебряную медаль по сумме двух упражнений с результатом 324 кг, также в его копилке малая золотая медаль в рывке (148 кг).
В Саудовской Аравии, где состоялся Чемпионат мира по тяжёлой атлетике 2023 года, Чэнь в категории до 67 кг завоевал титул чемпиона мира - пятый в своей карьере с результатом 333 кг по сумме двух упражнений. Две малые золотые медали в различных упражнениях также достались ему.